# Artem Dolgopyat
Artem Olegovitsj Dolgopyat (Hebreeuws: ארטיום אולגוביץ' דולגופיאט; Oekraïens: Артем Олегович Долгопят) (Dnipro, 16 juni 1997) is een Israëlisch turner. 
Op twaalfjarige leeftijd emigreerde Dolgopyat van zijn geboorteland Oekraïne naar Israël.
Dolgopyat won tijdens wereldkampioenschappen twee zilveren medailles op vloer.
Tijdens de uitgestelde Olympische Zomerspelen van 2020 behaalde Dolgopyat zijn grootste succes door het winnen van de titel op vloer.
Na zijn gouden medaille was onderdeel van een landelijke discussie omdat hij niet in Israël kon trouwen omdat dat land geen burgerlijk huwelijk kent. 

## Resultaten

### Olympische Zomerspelen
| Jaar | Plaats | Resultaten |
| ---- | ------ | ---------- |
| 2021 | Tokio  | op vloer   |

### Wereldkampioenschappen turnen
| Jaar | Plaats    | Resultaten  |
| ---- | --------- | ----------- |
| 2017 | Montreal  | op vloer    |
| 2018 | Doha      | 5e op vloer |
| 2019 | Stuttgart | op vloer    |

1932: István Pelle ·
1936: Georges Miez ·
1948: Ferenc Pataki ·
1952: William Thoresson ·
1956: Valentin Moeratov ·
1960: Nobuyuki Aihara ·
1964: Franco Menichelli ·
1968: Sawao Kato ·
1972: Nikolaj Andrianov ·
1976: Nikolaj Andrianov ·
1980: Roland Brückner ·
1984: Li Ning ·
1988: Sergei Charkow ·
1992: Li Xiaoshuang ·
1996: Ioannis Melissanidis ·
2000: Igors Vihrovs ·
2004: Kyle Shewfelt ·
2008: Zou Kai · 
2012: Zou Kai · 
2016: Max Whitlock · 
2020: Artem Dolgopyat · 
2024: Carlos Yulo